# Aba (Hongrie)
Pour les articles homonymes, voir Aba.
Aba (hongrois : Aba [ˈɒbɒ])  est une localité hongroise, située dans le comitat de Fejér. Elle a le titre de ville depuis le 15 juillet 2013.

## Site et localisation

### Topographie et hydrographie
Située à 20 kilomètres au sud-sud-est de Székesfehérvár, dans la partie nord du Mezőföld, la localité se trouve dans la vallée du Sárvíz.

## Histoire
Aba, anciennement appelée Bes(e)nyő, était la colonie petchenègue la plus septentrionale de la région de Sárvidék. En 1192, la partie de Bögöd, aujourd'hui nommée Felsőszentiván-puszta, était située à la frontière sud-est des Petchénègues et de leur village. L'origine exacte du nom « Aba » est inconnue, mais des sources indiquent qu'entre 1298 et 1300, un certain Aba, d'origine petchenègue, faisait partie des hommes du juge István. En 1361, un certain András Abai fut mentionné comme homme royal.
Certaines parties de la commune sont mentionnées dans les archives dès le XIIIe siècle. Bodakajtor est cité pour la première fois en 1448 sous le nom de Kajtor, tandis que Belsőbáránd et Külsőbáránd apparaissent en 1465 sous le nom de Báránd. En 1192, sous le règne de Béla III de Hongrie, Bögöd (Sár) est référencé sous le nom de Bugud. À cette époque, le domaine appartenait conjointement au château de Székesfehérvár et au clan Monoszló. En 1192, à la mort de Gergely, fils de Fulbert du clan Monoszló, le domaine fut attribué à l'ispán Macharius, qui en fit dresser les limites. Ces délimitations révèlent que la zone correspond aujourd'hui à Felsőszentiván-puszta, tandis que Bögöd-puszta a conservé le nom de l'ancien village fortifié de Bögöd.
Durant le XIIIe siècle, la propriété du domaine changea plusieurs fois. En 1231, Miklós et Tamás, du clan Monoszló, se partagèrent Bögöd, tandis qu'en 1237, les fils de Tamás, Tamás et Gergely, le divisèrent sous le nom de Sár. En 1247, Miklós transmit son domaine de Bögöd à son fils András, qui le vendit à Tamás, fils de Tamás. En 1270, la propriété passa à Péter, fils de Péter, puis fut achetée par la famille Tengerd avant d’être échangée avec le chapitre de Székesfehérvár en 1294.
Au XVIe siècle, la région subit des bouleversements majeurs. En 1543, elle passa sous domination ottomane, et en 1559, Ferdinand Ier accorda le domaine aux comtes Mihály Cseszneky et Balázs Baranyai, officiers de la garnison de Várpalota. Pendant la guerre de Quinze Ans, la localité fut détruite et ne fut réoccupée qu'au XVIIe siècle.
Le 13 novembre 1707, lors de la Guerre d'indépendance de Rákóczi, les troupes impériales autrichiennes incendièrent le village en représailles à la participation de nombreux habitants aux côtés de János Bottyán. À cette époque, une épidémie de peste fit environ 170 morts. Dès la fin du XVIIIe siècle, la localité disposait déjà d'une école.
Les habitants prirent une part active à la Révolution et guerre d’indépendance de 1848-1849. Durant cette période, Gedeon Szűcs, commandant de la Garde nationale d'Aba, et 183 hommes du village participèrent à la bataille d'Ozora.
À la fin du XIXe siècle, le village disposait d'une gare, d’un bureau de poste, d’une gendarmerie et d’une brigade de pompiers. Sa population atteignait 3 500 habitants en 1900 et continua de croître entre les deux guerres mondiales.
Durant la Seconde Guerre mondiale, Aba subit de lourds dégâts. Le 21 mars 1945, les troupes soviétiques prirent la ville après de violents combats. 165 maisons furent détruites ou rendues inhabitables, et les deux églises subirent d'importants dommages.
Après la guerre, la commune connut un essor rapide. Dans les années 1950, sa population atteignait environ 4 300 habitants. Le 10 juillet 2013, le président de la République lui accorda le statut de ville.
Après la transition démocratique de 1990, Lajos Kossa fut le seul candidat à se présenter lors des cinq premières élections municipales et fut ainsi élu maire d'Aba sans opposition. Lors des élections municipales de 2010, pour la première fois, deux autres candidats se présentèrent face à lui. Toutefois, Lajos Kossa fut largement réélu avec 1 058 voix, soit 79,85 % des suffrages, contre Tibor Gottloz Jr. (indépendant, 190 voix, 14,34 %) et József Rajkó (candidat du Jobbik, 77 voix, 5,81 %). En 2014, seuls deux candidats se présentèrent : Tibor Gottloz et Lajos Kossa, tous deux indépendants. Kossa fut de nouveau élu avec 744 voix contre 325 pour son adversaire.  
En 2016, le conseil municipal décida de se dissoudre, entraînant des élections anticipées organisées le 2 octobre 2016. Cinq candidats se présentèrent pour le poste de maire. Lajos Kossa fut une nouvelle fois élu avec 1 072 voix (48,75 %), suivi de László Kasó (indépendant, 927 voix, 42,16 %). Les autres candidats obtinrent des scores bien plus faibles : Tibor Gottloz (indépendant, 118 voix, 5,37 %), Iván Gábor Bakos (candidat de l'Association de Défense des Intérêts de Belsőbáránd, 75 voix, 3,41 %), et Béla Berényi (Parti des travailleurs, 7 voix, 0,32 %).  
Lors des élections municipales de 2019, Lajos Kossa dut faire face pour la première fois à un adversaire capable de le battre. Lajos Mikula, candidat de l'Association pour le Développement du Territoire de Sárvíz, remporta l'élection avec 1 369 voix (64,42 %), contre 523 voix (24,61 %) pour Lajos Kossa. Tibor Gottloz se présenta une nouvelle fois, mais son score de 233 voix (10,96 %) le plaça en troisième position.  
Ne s'étant pas présenté sur une liste individuelle pour un siège de conseiller municipal, Lajos Kossa quitta définitivement la vie politique locale. Par ailleurs, les six sièges du conseil municipal furent remportés par des candidats de l'Association pour le Développement du Territoire de Sárvíz.

## Population

### Tendances démographiques
La population d'Aba a connu une croissance significative au cours du XIXe siècle et du XXe siècle. En 1840, la commune comptait 1 747 habitants, dont 406 catholiques romains, 18 luthériens, 1 218 réformés et 105 israélites. En 1910, la population s'élevait à 4 164 habitants, marquée par une forte présence catholique romaine (2 379 personnes), suivie des réformés (1 688), des israélites (78), et d’une minorité évangélique et unitarienne. En 1940, la population atteignait 4 199 habitants, dont 2 494 catholiques romains, 1 644 réformés et 44 israélites.  
Après la Seconde Guerre mondiale, les évolutions démographiques furent influencées par divers événements. En 1948, on recensait 3 258 habitants, parmi lesquels 1 797 catholiques romains. En 1983, la population atteignait 4 206 habitants, avec une forte majorité catholique romaine (2 600 personnes). En 1990, la commune comptait 3 997 habitants, avant de connaître une augmentation au XXIe siècle. En 2017, Aba recensait 4 635 habitants et, en 2019, la population atteignait 4 660 habitants.  

### Minorités culturelles et religieuses
Selon le recensement de 2011, 85,5 % des habitants s’identifiaient comme hongrois, 0,2 % comme roms, 0,3 % comme allemands et 0,2 % comme roumains, tandis que 14,4 % des répondants n'ont pas déclaré leur origine. En raison des déclarations d’identités multiples, le total pouvait dépasser 100 %. La répartition religieuse indiquait que 36,3 % des habitants se déclaraient catholiques romains, 20,5 % réformés, 0,2 % luthériens, 0,3 % gréco-catholiques, tandis que 16,7 % se déclaraient sans confession et 25,4 % ne souhaitaient pas répondre.  
Lors du recensement de 2022, la proportion de personnes s’identifiant comme hongroises était de 90,8 %, tandis que 0,4 % se déclaraient roms, 0,2 % allemands et 0,1 % respectivement serbes, grecs, bulgares, ukrainiens et roumains. Une proportion de 2,1 % appartenait à d'autres nationalités non hongroises, tandis que 9,1 % des habitants n’ont pas répondu. Concernant l’affiliation religieuse, 26,6 % des habitants se déclaraient catholiques romains, 14,5 % réformés, 0,3 % évangéliques, 0,3 % gréco-catholiques, 0,1 % orthodoxes, 0,6 % chrétiens d'autres confessions et 0,9 % autres catholiques. La part de la population sans affiliation religieuse s’élevait à 18,2 %, tandis que 38,5 % des habitants n’ont pas souhaité répondre.  

## Équipements

### Réseaux extra-urbains
La principale voie d'accès routière à Aba est la route nationale 63, qui permet de rejoindre Székesfehérvár et Sárbogárd. La commune est également reliée à Soponya par une route locale non numérotée mais revêtue, entretenue par la municipalité. Le quartier de Belsőbáránd est accessible depuis la route nationale 63 via la route 6214, qui assure également la liaison avec Seregélyes, bien que dans cette direction, plusieurs kilomètres de la route soient en terre battue. La limite nord-est de la commune est traversée sur une courte distance par la nouvelle déviation de la route nationale 62, contournant Seregélyes, mise en service en 2015.
Le transport en commun routier est assuré par les bus de la société Volánbusz.
Aba est desservie par la ligne de Sárbogárd à Börgönd (ligne 45 du réseau MÁV). Trois points d'arrêt étaient situés sur le territoire de la commune :
- Belsőbáránd – situé à l'ouest du quartier éponyme, au nord du passage à niveau de la route 6214 ;
- Bodakajtor-Felsőszentiván – situé le long de la route nationale 63, à proximité du carrefour menant aux localités de Bodakajtor et Felsőszentiván ;
- Aba-Sárkeresztúr – gare commune avec Sárkeresztúr, située au sud du centre-ville.

Le service voyageurs sur la ligne a été suspendu en décembre 2009, avant d'être rétabli de manière intermittente. Pendant certaines périodes, seules des liaisons par bus de remplacement étaient assurées, tandis qu'à d'autres moments, deux allers-retours quotidiens étaient proposés. À l'automne 2024, des trains circulent toutes les deux heures, mais seul l'arrêt de Belsőbáránd est encore desservi.

## Organisation administrative
La commune d'Aba est composée de plusieurs quartiers et localités :  
- Belsőbáránd
- Bodakajtor – situé à environ 5 km au nord-ouest du centre d'Aba. Selon les données de 2011, la localité comptait 371 habitants et 82 logements[3]. Bodakajtor dispose d'une maison communautaire.

## Patrimoine et culture
L'église catholique de la Sainte-Trinité (Szentháromság plébániatemplom) d'Aba fut consacrée en 1756 en l'honneur de la Sainte Trinité. Elle se distingue par son plan triangulaire et certains éléments architecturaux, tels que les fenêtres tripartites et les fresques murales, qui symbolisent la Trinité. L'édifice est attribué à l'architecte Paul Hatzinger de Linz. La fresque de la coupole fut réalisée en 1756, tandis que le maître-autel et la chaire datent de 1764. Après 1846, l'église fut agrandie avec une nef et un clocher. Ses cloches furent fondues par László Szlezák, et son orgue, construit vers 1940 par István Fittler pour l'église de Berente, fut installé à Aba en 1963. Après 1700, l'église et la paroisse furent administrées par les franciscains de Székesfehérvár, puis par les jésuites à partir de 1746. Les registres paroissiaux remontent à 1754 et le Historia Domus est tenu depuis 1897. L’église subit des dommages lors de la Seconde Guerre mondiale.  
L'église réformée (református templom) fut construite entre 1948 et 1950, dix ans après que l'ancienne église réformée fut détruite par l'armée allemande à la fin de la Seconde Guerre mondiale. Son jardin abrite les tombes de Lajos Gál et Gedeon Szűcs, ainsi qu’une "pierre de la honte" (szégyenkő) datant du XVIIe siècle. Cette pierre servait à humilier les femmes jugées "immorales" en les obligeant à s'y asseoir avant le début des offices religieux.  
Parmi les monuments commémoratifs de la ville, on trouve le monument aux héros de la Première Guerre mondiale (első világháborús emlékmű), une statue réalisée par Béla Farkas et inaugurée en 1925. Le monument dédié aux victimes de la Seconde Guerre mondiale (második világháborús emlékmű), conçu par Frigyes Janzer, fut érigé en 1992. Ce même sculpteur réalisa en 2006 le monument en hommage à la révolution hongroise de 1956 (1956-os emlékmű).  
Un reliquaire en bronze byzantin (bizánci mellkereszt-ereklyetartó) a été découvert dans la région de Felsőszentiván-puszta, à Bogodi-dűlő, site où subsistent des vestiges d’un village médiéval. Ce reliquaire, datant vraisemblablement des XIe-XIIe siècles, est une imitation locale d’une croix pectorale byzantine. Il présente une représentation en bas-relief avec un Christ en croix aux traits peu marqués, accompagné de figures aux extrémités des bras. L’objet a été acquis en 1922 par le musée Saint-Étienne de Székesfehérvár.  
Chaque année, le week-end suivant la Pentecôte, la ville organise les "Journées d'Aba" (Aba-napok), un festival culturel de trois jours avec diverses animations.  
Le patrimoine architectural comprend plusieurs demeures historiques. La Zichy–Bolváry-kúria, également surnommée Kiskastély (Petit Château), abrite aujourd'hui une épicerie. La Bissingen–Zichy-kúria, ou Nagykastély (Grand Château), est une résidence privée qui ne se visite pas. À Belsőbáránd, se trouve également le château Holcer-Jászay-Janiga-Spingler-kastély.  

## Jumelages
| Ville | Ville  | Pays | Pays     |
| ----- | ------ | ---- | -------- |
|       | Borsec |      | Roumanie |
|       | Gherla |      | Roumanie |

## Personnalités liées à la localité
- Gedeon Szűcs, commandant de la Garde nationale d'Aba, joua un rôle actif lors de la Révolution hongroise de 1848-1849. Son engagement dans la bataille d'Ozora aux côtés de 183 hommes d'Aba en fait une figure locale importante. Son tombeau se trouve dans le jardin de l'église réformée d'Aba.
- Izidor Barna (1860–1911), connu jusqu'en 1887 sous le nom d'Izidor Braun, était un journaliste et poète hongrois. Pionnier de la presse à sensation en Hongrie, il marqua le paysage médiatique de son époque.
- Imre Taussig (1894–1945) était un footballeur international hongrois, évoluant au poste d’ailier droit. Il fut victime de la Shoah et périt pendant l'Holocauste.
- János Tanka (1908–1992), originaire de Debrecen, fut instituteur, chantre, enseignant et bibliothécaire à Aba. En hommage à son engagement dans la vie éducative et culturelle de la commune, la bibliothèque d'Aba porte son nom depuis son décès.